# Beguine
De beguine is een muziekgenre uit Martinique, ontstaan in de 19e eeuw. Door de combinatie van de traditionele  bélé-muziek met de polka, creëerden  zwarte muzikanten in de hoofdstad Saint-Pierre de beguine, die op zijn beurt drie stijlen heeft:
- de biguine de salon
- de biguine de bal
- de biguine de rue

Omdat ze in het thuisland geen erkenning kregen, weken verschillende beguine-artiesten uit naar het Franse vasteland, waar zij populair werden in Parijs, vooral ter gelegenheid van de koloniale tentoonstelling van 1931. In de jaren 1950 en 1960 was Gérard La Viny een bekend vertolker van de beguine in zijn Parijse club "La canne à sucre". In de jaren 1970 verminderde de populariteit, toen de muziek werd verdrongen door de Cubaanse en Haïtiaanse muziek.  
De beguine is verwant met de jazzmuziek uit New Orleans en beïnvloedde deze mogelijk.